# Râul Asod
Râul Asod este un curs de apă, afluent al râului Bistricioara.

## Bazin hidrografic
Râul Asod este un curs de apă din bazinul hidrografic al râului Siret.